# Chris Estes
Chris Estes föddes som Christopher Douglas Estes den 8 juni 1971 i USA. Han har spelat i band som bland andra Mindstorm. Han är dock mest känd för att ha spelat bas med King Diamond och på ett album med Mercyful Fate.